# Garrucha (kommunhuvudort)
Garrucha är en kommunhuvudort i Spanien.   Den ligger i provinsen Provincia de Almería och regionen Andalusien, i den sydöstra delen av landet, 400 km söder om huvudstaden Madrid. Garrucha ligger 16 meter över havet och antalet invånare är 6 920.
Terrängen runt Garrucha är platt åt nordväst, men åt sydväst är den kuperad. Havet är nära Garrucha åt sydost.  Närmaste större samhälle är Vera, 7,6 km norr om Garrucha. 